# NGC 5399
NGC 5399 (другие обозначения — UGC 8912, MCG 6-31-39, ZWG 191.27, IRAS13573+3500, PGC 49799) — галактика в созвездии Гончие Псы.
Этот объект входит в число перечисленных в оригинальной редакции «Нового общего каталога».